# Perdita eremica
Perdita eremica är en biart som beskrevs av Timberlake 1964. Perdita eremica ingår i släktet Perdita och familjen grävbin. Inga underarter finns listade i Catalogue of Life.